# Odio (singolo)
Odio è un singolo del cantante italiano Michele Bravi, pubblicato il 27 ottobre 2023 come primo estratto dal quarto album in studio Tu cosa vedi quando chiudi gli occhi.

## Descrizione
Il singolo è stato scritto da Michele Bravi, Alessio Buongiorno, Domenico Cambareri, Kende, Lorenzo Santarelli e Marco Salvaderi.

Descrivendo il brano, Bravi racconta che:

## Video musicale
Il video musicale, diretto da Dominga Lussone e girato in bianco e nero, è stato pubblicato il 6 novembre 2023 sul canale YouTube del cantante.

## Tracce
Testi e musiche di Michele Bravi, Alessio Buongiorno, Domenico Cambareri, Kende, Lorenzo Santarelli, Marco Salvaderi.
1. Odio – 2:50